# Ancienne gare d'Arzew
Ne doit pas être confondu avec Gare d'Arzew.
L'ancienne gare d'Arzew, est une ancienne gare ferroviaire algérienne située dans la commune d'Arzew, dans la wilaya d'Oran.

## Situation ferroviaire
Établie à une altitude de 1,050 m, la gare est située au point kilométrique (PK) 0 de la ligne d'Arzew à Damesme, où elle est suivie de l'ancienne Damesme (gare de Aïn El Bia).

## Histoire

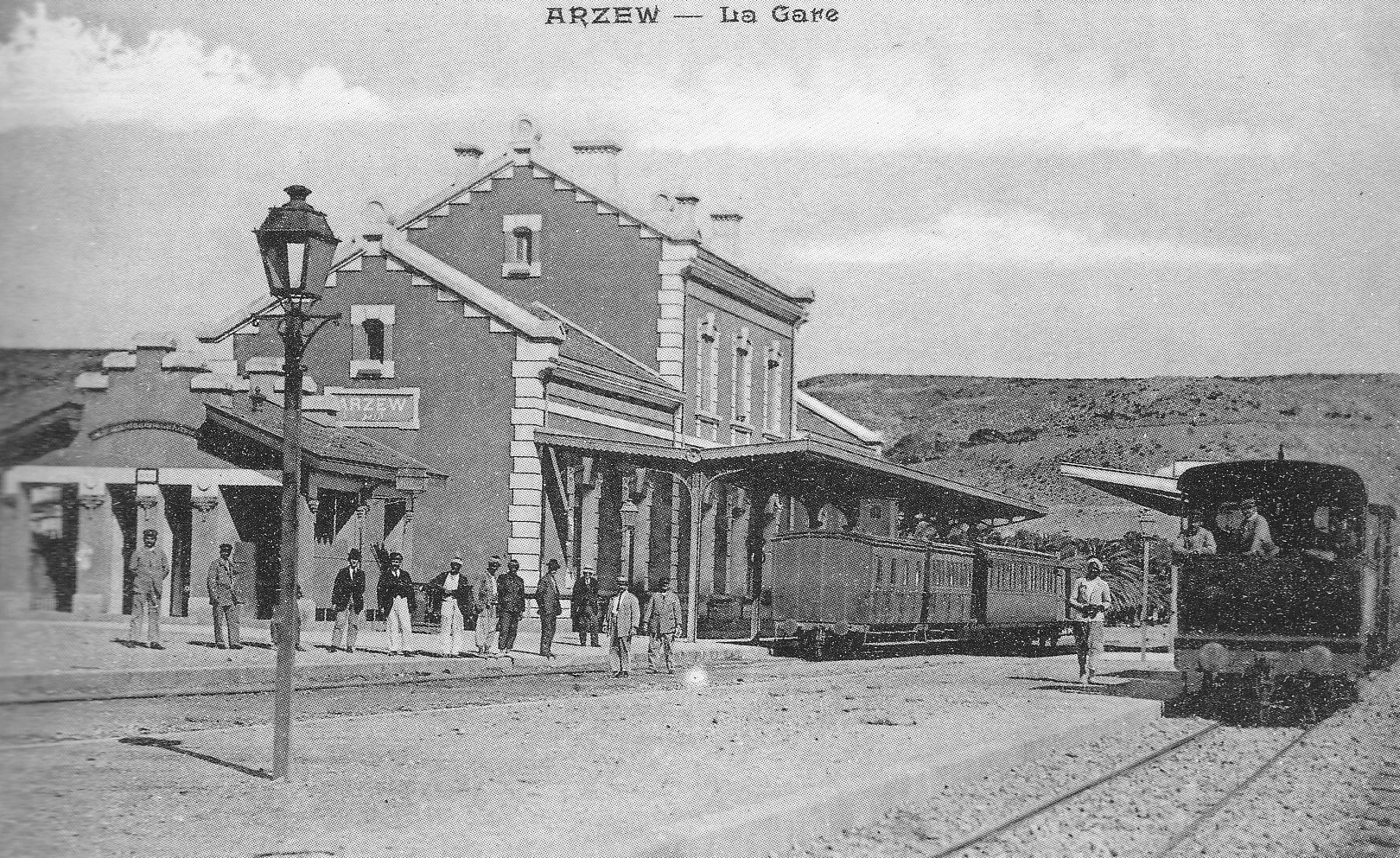
La gare au début du XXe siècle.

La gare est mise en service le 28 septembre 1879 lors de l'ouverture de l'ancienne ligne à voie étroite de 1 055 mm d'Arzew à Saïda où elle était suivie de l'ancienne gare de Damesme (gare de Aïn El Bia),,.
En 2017, une nouvelle gare d'Arzew est mise en service, à quelques centaines de mètres à l'ouest de l'ancienne, lors du prolongement jusqu'à Arzew de la ligne d'Oran à El Mohgoun.